# Domaine personnalisé
Dans le Domain Name System (DNS), un domaine personnalisé (en anglais, vanity domain) est un domaine dont le nom exprime l'individualité de la personne au nom de laquelle il est enregistré. Un tel domaine se distingue d'un domaine d'entreprise qui est associé à une compagnie plutôt qu'à un individu.
En plus d'être faciles à retenir, les domaines personnalisés (surtout lorsqu'ils sont enregistrés au plus haut niveau autorisé par le registraire du nom du domaine) offrent l'avantage de l'indépendance vis-à-vis son fournisseur de service Internet. En effet, un tel domaine suit une personne même lorsque cette personne change de fournisseur de service Internet.

## Quelques définitions
Un sous-domaine du domaine d'un fournisseur de service Internet qui est aliasé à un compte d'utilisateur individuel est un domaine personnalisé.
Selon le Free On-line Dictionary of Computing (Dictionnaire en ligne gratuit de l'informatique), un domaine personnalisé est « un domaine que vous enregistrez dans le seul but d'avoir votre propre domaine afin d'avoir une URL et une adresse électronique facilement mémorisables ».
Fidèle à son style cinglant, le Jargon File est plus critique et définit un domaine personnalisé comme « un domaine, en particulier dans les domaines de premier niveau .com ou .org, apparemment créé pour aucune autre raison que le renforcement de l'ego du son propriétaire ».

## Fonctionnement
Comme les domaines personnalisés sont exploités pour ou au nom d'individus, ils n'offrent généralement pas l'ensemble des services d'un domaine d'entreprise. Par exemple, l'enregistrement DNS d'un domaine personnalisé peut contenir uniquement un enregistrement MX identifiant un serveur de messagerie acceptant les messages électroniques pour ce domaine (qui peut lui-même être un serveur de transfert de message électronique) et un enregistrement A identifiant un serveur d'hébergement mutualisé offrant uniquement HTTP (qui peut lui-même être une redirection d'URL).

## Utilisation des codes des domaines de premier niveau
Le code d'un domaine de premier niveau peut devenir une partie du nom d'un domaine personnalisé. En effet, comme plusieurs pays ne demandent pas de preuve de résidence avant d'enregistrer un nouveau domaine, un utilisateur peut profiter de ce fait pour construire un nom, un mot ou une phrase personnalisés incluant les deux lettres d'un domaine de premier niveau national (les domaines se terminant par deux lettres comme .ca et .fr). Par exemple, une personne du nom de Luc Binet pourrait s'approprier le domaine personnalisé lucbin.et où .et est le code du domaine de premier niveau national de l'Éthiopie.
Il est possible de faire de même avec les domaines de premier niveau génériques (les domaines se terminant par trois lettres ou plus comme .com et .org). Notre ami Luc Binet pourrait aussi s'approprier le domaine personnalisé lucbi.net.